# HMAS Sydney (1912)
«Сідней» був легким крейсером модифікації «Чатем» Королівського ВМС Австралії. Закладений в 1911 році і спущений на воду в 1912 році, крейсер увійшов до складу флоту в 1913 році.

## Історія служби

### Перша світова війна
На ранніх етапах Першої світової війни «Сідней» брав участь у підтримці австралійських військово-морських і військово-експедиційних сил, які  окупували німецькі володіння у регіоні. Пізніше крейсер  супроводив перший конвой ANZAC. 9 листопада 1914 року він завдав поразки німецькому крейсеру «Емден» у бою поблизу Кокосових островів. Після напруженої перестрілки перевага австралійського корабля у артилерії далася взнаки і зазнавши несумісних з продовженням бою пошкоджень та значних втрат у команді німецький крейсер вимушений був викинутись на берег.
Впродовж 1915 і 1916 років «Сідней» діяв на станції Північної Америки та Вест-Індії, перш ніж приєднатися до 2-ї ескадри легких крейсерів у Гріноку, Шотландія, у листопаді 1916 року. 

#### Повітряна війна
4 травня 1917 року крейсер брав участь у безрезультатному бою проти німецького цепеліна L43. Ані корабель, ані повітряне судно не були пошкоджені, попри те, що витратили відповідно всі зенітні снаряди та бомби. 
Наприкінці 1917 року «Сідней» став першим австралійським військовим кораблем, з якого злетів літак, і першим військовим кораблем, який зробив це з поворотної платформи.

### Подальша кар'єра
Після закінчення війни «Сідней» провів рік у резерві, перш ніж знову став флагманом Королівського Австралійського флоту. Крейсер був виведений з експлуатації в 1928 році і розібраний на металобрухт. Кілька частин корабля, включаючи його ніс і фок-щоглу, збереглися як пам'ятники, а три  гармати головного калібру корабля пізніше використовувалися у берегових укріпленнях.